# Död mans hämnd
Död mans hämnd (franska: Retour de manivelle) är en fransk-italiensk kriminalfilm från 1957 i regi av Denys de La Patellière.
Filmen är baserad på James Hadley Chases roman För sent att vända.

## Rollista i urval
- Michèle Morgan - Hélène Fréminger
- Daniel Gélin - Robert Montillon
- Michèle Mercier - Jeanne
- François Chaumette - Charles Babin
- Hélène Roussel - sekretraren
- Peter van Eyck - Eric Fréminger
- Bernard Blier - kommissaire Plantavin